# ジェムアルト
ジェムアルト (オランダ語: Gemalto N.V.) は、ICカード（スマートカード）市場でトップシェアを占めるICカードベンダー。現在はフランスのタレス・グループの一部門。

## 概要
本社はオランダ・アムステルダムにある。
2006年6月にジェムプラス（Gemplus)社とアクサルト（Axalto）社が合併して設立された
。
テレコム、フィナンシャル・サービス、セキュリティ（個人認証、入退室管理など）の3つの事業部を核に、ICカード（接触、非接触、SIMカード）、アプリケーション、ICカード周辺機器、システム構築までエンド・トゥ・エンドでサービスやサポートを提供する。
90国籍からなる10,000名以上の従業員が41ヶ国においてグローバルにビジネスを展開 。営業・マーケティング拠点75ヶ所、発行センター30ヶ所、生産拠点17ヶ所、研究開発センター9ヶ所を有する。
14億枚以上のインテリジェント（マイクロプロセッサー）カード・デバイスを製造、発行(2008年実績)し、120年にわたるセキュリティ分野での経験、特に30年にわたるスマート・カードとセキュア・パーソナル・デバイス分野での経験を持つ。
2017年12月、ジェムアルトはフランスの大手電機企業であるタレス・グループによる買収受け入れを発表、ジェムアルトはタレス・グループのデジタル事業を統合の上で、同グループの一部門として引き続き事業を行うことになり、2019年4月に買収が完了した。

## 日本法人
日本法人のジェムアルト株式会社は、2007年11月1日、アクサルト株式会社が日本ジェムプラス株式会社を吸収合併し、現在の名称となった。
携帯電話各社のUIMカードも旧両社から継承して納入しており、エヌ・ティ・ティ・ドコモ向け（FOMAカード）とKDDI/沖縄セルラー電話向け（au ICカード）は旧・アクサルトの端子仕様を、ソフトバンクモバイル(SoftBank 3G USIMカード)およびイー・モバイル(EM chip)では旧・日本ジェムプラスの端子仕様を継承してそれぞれ現在も納入している。ただし、KDDI/沖縄セルラー電話向け（au ICカード）については、Ver.002では、旧・日本ジェムプラスの端子仕様に変更されている。
なお、合併前はエヌ・ティ・ティ・ドコモグループ向けに関して、日本ジェムプラスが「FOMAカード GE01」、「FOMAカード GE02」、「FOMAカード GE03」を、旧アクサルト日本法人が「FOMAカード AX02」、「FOMAカード AX03」をそれぞれ納入していた。ジェムアルト発足後にドコモの地域会社一本化と新ロゴ導入に伴い、旧2社が納入してきた旧ロゴカード在庫の消化に併せて、以降の出荷ロット分は、ジェムアルト日本法人名で、「FOMAカード AX03」に一本化されている。Xi向けとなる、後継のドコモUIMカードについては、「ドコモUIMカード AX04(m)」となったが、端子仕様は旧アクサルト側を継承している。